# Akademisk Boldklub
Akademisk Boldklub, známý též pod zkratkou AB, je dánský fotbalový klub z Kodaně. Založen byl roku 1889 jako studentský klub (brankářem klubu byl svého času i budoucí nositel Nobelovy ceny za fyziku Niels Bohr). AB patřil k nejlepším klubům v počátcích dánské kopané, svou pozici držel zhruba do 60. let 20. století. Dnes hraje druhou dánskou ligu, první hrál naposledy v sezóně 2003–04. Nejvyšší soutěž vyhrál devětkrát (1919, 1921, 1937, 1943, 1945, 1947, 1951, 1952, 1967), dánský fotbalový pohár jednou (1998–99).